# Радослав Рибарски
Радослав Стефанов Рибарски е български икономист и политик от „Продължаваме промяната“. Народен представител в XLVII народно събрание.

## Биография
Радослав Рибарски е роден на 27 юни 1983 г. в град Дупница, Народна република България. Завършва международни икономически отношения, а след това управление на международни проекти в УНСС. Завършва и „Харвардския курс“ в Софийския университет, където негови преподаватели са Асен Василев и Кирил Петков.
На парламентарните избори през ноември 2021 г. като кандидат за народен представител е водач в листата на „Продължаваме промяната“ за 27 МИР Стара Загора, откъдето е избран.